# Pomitchna
Pomitchna (en ukrainien : Помічна) ou Pomochnaïa (en russe : Помошная) est une ville de l'oblast de Kirovohrad, en Ukraine. Sa population s'élevait à 9 530 habitants en 2024.

## Géographie
Pomitchna est située à 69 km au sud-ouest de Kropyvnytskyï. 

## Histoire
Au XVIIIe siècle, le village de Pomitcha approvisionnait un camp de Cosaques zaporogues situé près de la forteresse de Sainte-Elisabeth (aujourd'hui Kropyvnytsky). En 1863, fut décidée la réalisation de la voie ferrée Ligne de chemin de fer Koursk-Kharkov-Sébastopol. La construction de la Gare de Pomitchna commença en 1867 et le premier train arriva à Pomitcha le 1er août 1868. Ce jour marque la naissance officielle de la ville. Une petite agglomération se développa autour de la gare. Pomitcha a le statut de ville depuis le 14 mai 1967.

## Patrimoine
Le château d'eau de Pomitcha est l'une des 200 tours hyperboloïdes conçues par l'ingénieur et architecte Vladimir Choukhov. 

## Population
Recensements (*) ou estimations de la population :
| 1939* | 1959*  | 1970*  | 1979*  | 1989*  |
| ----- | ------ | ------ | ------ | ------ |
| 5 209 | 11 708 | 12 866 | 13 277 | 12 322 |

| 2001*  | 2010  | 2011  | 2012  | 2013  |
| ------ | ----- | ----- | ----- | ----- |
| 10 946 | 9 605 | 9 412 | 9 293 | 9 210 |

### Personnalités liées à Pomitchna
- Anna Vronsky, ministre et juriste ukrainienne.